# Serra Negra
Serra Negra là một đô thị ở bang São Paulo của Brasil. Đô thị này nằm ở vĩ độ 22º36'44" độ vĩ nam và kinh độ 46º42'02" độ vĩ tây, trên khu vực có độ cao 925 m. Dân số năm 2004 ước tính là 24.953 người. Đô thị này có diện tích 203,55 km².

## Địa lý

### Sông ngòi
- Sông Moji-Guaçu

### Các xa lộ
- SP-105
- SP-360